# Ellef Ringnes-eiland
Ellef Ringnes-eiland is een Canadees eiland in het territorium Nunavut en maakt deel uit van de Koningin Elizabetheilanden. Het eiland is 11.295 km² groot en is onbewoond. Het merendeel van het eiland is vlak waarop sedimenten op zijn afgezet. Centraal op het eiland bevindt zich een hoger gelegen plateau met vier toppen, waarvan de Isachsen Dome met een hoogte van 260 meter de hoogste is.
Ellef Ringnes-eiland is in 1901 ontdekt door Gunnerius Ingvald Isachsen, een lid van de tweede Fram-expeditie van Otto Sverdrup, die het vernoemde naar Ellef Ringnes. Ellef Ringnes was een medeoprichter van de Noorse brouwerij Ringnes en financierde de expeditie.